# Mistrovství světa v malém fotbale 2019
Mistrovství světa v malém fotbale 2019 bylo 3. ročníkem MS v malém fotbale, které se konalo v australském městě Perth v období od 1. do 11. října 2019. Účastnilo se ho 32 týmů, které byly rozděleny do 8 skupin po 4 týmech. Ze skupiny postoupily do vyřazovací fáze první a druhý celek. Vyřazovací fáze zahrnovala 16 zápasů. Mexiko postoupilo do finále, ve kterém porazilo Brazílii 4:0 a poprvé tak vyhrálo mistrovství světa. Nováčky turnaje byly týmy Kolumbie, Thajska, Saúdské Arábie, Afghánistánu, Anglie, Ukrajiny, Nigérie, Ghany, Moldavska, Švýcarska, Slovenska, Kostariky, Japonska, Srbska, Singapuru a Jihoafrické republiky. 

## Stadion
Mistrovství se odehrálo na jednom stadionu v jednom hostitelském městě: Perth Minifoot Stadium (Perth).
| Perth                  |
| ---------------------- |
| Petrh Minifoot Stadium |
| Kapacita: 5000 Perth   |

## Situace s africkými a evropskými týmy
Turnaje se původně měl zúčastnit i tým Senegalu, Pobřeží slonoviny a Libye, tedy první tři týmy, které se umístili na Africkém poháru v malém fotbale v roce 2018, který sloužil jako kvalifikace na mistrovství světa. Kvůli problémy s vízy se ale tyto 3 celky nemohly zúčastnit. Libye byla nalosována do skupiny B, nahradil ji Afghánistán. Pobřeží slonoviny mělo bojovat ve skupině E, nahradil je tým Švýcarska. Senegal se měl utkat ve skupině D, tam je nahradili Portugalci. Pro všechny tři africké týmy to měla být druhá účast, zúčastnili se totiž šampionátu v roce 2017. Senegal měl na tomto šampionátu obhajovat bronzové medaile z roku 2017. Na turnaji se měly objevit také reprezentace Kazachstánu, Ruska, Černé Hory, Chorvatska, Bosny a Hercegoviny a Venezuely, ale nakonec se tak nestalo. 

## Zápasy
Čas každého zápasu je uveden v lokálním čase.

### Skupinová fáze
| Vysvětlivky                                          |
| ---------------------------------------------------- |
| Týmy na prvních dvou místech postupují do osmifinále |
| Vítěz zápasu je tučně zvýrazněn                      |

#### Skupina A
| Tým       | Z | V | R | P | VG | IG | +/− | B |
| --------- | - | - | - | - | -- | -- | --- | - |
| Austrálie | 3 | 3 | 0 | 0 | 19 | 1  | +18 | 9 |
| Kolumbie  | 3 | 2 | 0 | 1 | 9  | 8  | +1  | 6 |
| Thajsko   | 3 | 1 | 0 | 2 | 5  | 10 | −5  | 3 |
| Indie     | 3 | 0 | 0 | 3 | 2  | 16 | −14 | 0 |

| 1. října 2019 11:00                                                  |       |                                |                        |
| Kolumbie                                                             | 3 : 1 | Indie                          | Perth Minifoot Stadium |
| Jairo Andres Guzman Pulgarin 15' Nicolas Hoyos 16' Mateo Guevara 20' |       | Damanpreet Sukh Singh Heer 20' | Perth Minifoot Stadium |

| 1. října 2019 19:30                                  |       |         |                        |
| Austrálie                                            | 4 : 0 | Thajsko | Perth Minifoot Stadium |
| Chris Payne 7', 8' Predraj Bojic 13' Jake Harris 28' |       |         | Perth Minifoot Stadium |

| 3. října 2019 11:30                                                             |       |                                                                     |                        |
| Kolumbie                                                                        | 5 : 3 | Thajsko                                                             | Perth Minifoot Stadium |
| José Zúñiga 2' Ever Stevens Pino Meza 10' Iván Arias 22' Gustavo Girón 31', 45' |       | Thammanan Kawachart 7' Kantapit Uachaiwiwat 21' Pichai Jantamee 25' | Perth Minifoot Stadium |

| 3. října 2019 19:00 |        |       |                        |
| Austráie | 11 : 0 | Indie | Perth Minifoot Stadium |
| Amaury Gauthier 13', 30', 34' Joshua Swadling 13' George Harle 27' Chris Payne 29' Hussein Akil 36' Marc Warren 41' Adolph Koudakpo 47', 49' Brad Bartels 48' |        |       | Perth Minifoot Stadium |

| 5. října 2019 11:30            |       |                             |                        |
| Indie                          | 1 : 2 | Thajsko                     | Perth Minifoot Stadium |
| Damanpreet Sukh Singh Heer 38' |       | Thammanan Kawachart 7', 23' | Perth Minifoot Stadium |

| 5. října 2019 19:00                  |       |                 |                        |
| Austrálie                            | 4 : 1 | Kolumbie        | Perth Minifoot Stadium |
| Joe Fox 4' Chris Payne 10', 25', 35' |       | José Zúñiga 43' | Perth Minifoot Stadium |

#### Skupina B
| Tým            | Z | V | R | P | VG | IG | +/− | B |
| -------------- | - | - | - | - | -- | -- | --- | - |
| Maďarsko       | 3 | 3 | 0 | 0 | 23 | 2  | +21 | 9 |
| Saúdská Arábie | 3 | 1 | 1 | 1 | 14 | 8  | +6  | 4 |
| Afghánistán    | 3 | 1 | 0 | 2 | 4  | 21 | −17 | 3 |
| Anglie         | 3 | 0 | 1 | 2 | 5  | 15 | −10 | 1 |

| 1. října 2019 12:30                             |       |                                 |                        |
| Maďarsko                                        | 4 : 2 | Saúdská Arábie                  | Perth Minifoot Stadium |
| David Ladanyi 8', 33', 37' Istvan Marko Sos 41' |       | Rashed Aldawsari 6', 43' (pen.) | Perth Minifoot Stadium |

| 1. října 2019 17:00                    |       |                                    |                        |
| Afghánistán                            | 3 : 2 | Anglie                             | Perth Minifoot Stadium |
| Jawad Rezaie 11', 35' Hadi Hussain 47' |       | Tom Kennedy 11' Jamie Gardiner 40' | Perth Minifoot Stadium |

| 3. října 2019 13:00 |       |        |                        |
| Maďarsko | 9 : 0 | Anglie | Perth Minifoot Stadium |
| Zsolt Horvath 15' David Ladanyi 15' Tamas Seregy 24' Istvan Marko Sos 28' Mate Janos Suscsak 29' Attila Fritz 32' Richard Gregus 36', 42' Miklos Barabas 50' |       |        | Perth Minifoot Stadium |

| 3. října 2019 14:30 |       | |                        |
| Afghánistán         | 1 : 9 | Saúdská Arábie                                                                                                 | Perth Minifoot Stadium |
| Jawad Rezaie 45'    |       | Yahya Farasan 26', 33', 36' Fahad Rudayni 36' Sami Alharbi 38' Rashed Aldawsari 46', 50' Naif Alanazi 47', 49' | Perth Minifoot Stadium |

| 5. října 2019 13:00 |        |             |                        |
| Maďarsko | 10 : 0 | Afghánistán | Perth Minifoot Stadium |
| Istvan Marko Sos 3' Attila Fritz 6', 30' Mate Janos Suscsak 10', 11' Gergely Kovacs 31' David Ladanyi 32', 39' Richard Gregus 34' Miklos Barabas 40' |        |             | Perth Minifoot Stadium |

| 5. října 2019 17:30                                |       |                                          |                        |
| Anglie                                             | 3 : 3 | Saúdská Arábie                           | Perth Minifoot Stadium |
| Jack Rycroft 7' Danny Hodgson 19' Ben Reynolds 32' |       | Sayil Alotaibi 16', 39' Sami Alharbi 38' | Perth Minifoot Stadium |

#### Skupina C
| Tým      | Z | V | R | P | VG | IG | +/− | B |
| -------- | - | - | - | - | -- | -- | --- | - |
| Rumunsko | 3 | 3 | 0 | 0 | 15 | 2  | +13 | 9 |
| Ukrajina | 3 | 2 | 0 | 1 | 12 | 5  | +7  | 6 |
| Libanon  | 3 | 1 | 0 | 2 | 9  | 6  | +3  | 3 |
| Nigérie  | 3 | 0 | 0 | 3 | 3  | 26 | −23 | 0 |

| 1. října 2019 15:30 |        |         |                        |
| Rumunsko | 10 : 0 | Nigérie | Perth Minifoot Stadium |
| Stelian Stancu 2', 4', 34', 49' Ioan Mircea Popa 28', 45' Razvan Alexandru Plopeanu 36', 39', 48' Dragan Robert Paulevici 41' |        |         | Perth Minifoot Stadium |

| 1. října 2019 21:00 |       |                                                          |                        |
| Libanon             | 0 : 3 | Ukrajina                                                 | Perth Minifoot Stadium |
|                     |       | Andrei Khomin 15' Viktor Tsoi 34' Yevhen Zadorozhnii 45' | Perth Minifoot Stadium |

| 3. října 2019 17:30                                                                                  |       |                                      |                        |
| Libanon                                                                                              | 8 : 1 | Nigérie                              | Perth Minifoot Stadium |
| Ali Fakih 1', 11', 32' Hassan Younes 3' Ibrahim Rammal 6', 19' Kassem Ezzedine 12' Khaled Elejel 40' |       | Abraham Obafemi Martins Awosanya 45' | Perth Minifoot Stadium |

| 3. října 2019 20:30                                                       |       |                         |                        |
| Rumunsko                                                                  | 3 : 1 | Ukrajina                | Perth Minifoot Stadium |
| Ionut Traian Alecu 1' Mircea Ciprian Ungur 5' Dragan Robert Paulevici 26' |       | Viktor Panteleichuk 38' | Perth Minifoot Stadium |

| 5. října 2019 16:00                              |       |                   |                        |
| Rumunsko                                         | 2 : 1 | Libanon           | Perth Minifoot Stadium |
| Andrei Cosmin Balea 24' Mircea Ciprian Ungur 49' |       | Khaled Elejel 13' | Perth Minifoot Stadium |

| 5. října 2019 20:30 |       |                                       |                        |
| Ukrajina | 8 : 2 | Nigérie                               | Perth Minifoot Stadium |
| Viktor Panteleichuk 1' Andrei Khomin 2' Yevhenii Zaiets 6', 24' Vitalii Kharchenko 9', 33' Yevhen Zadorozhnii 15' Viktor Tsoi 25' |       | Ismail Hajimohamed 12' Rama Kabwe 17' | Perth Minifoot Stadium |

#### Skupina D
| Tým         | Z | V | R | P | VG | IG | +/− | B |
| ----------- | - | - | - | - | -- | -- | --- | - |
| Ghana       | 3 | 3 | 0 | 0 | 15 | 3  | +12 | 9 |
| Guatemala   | 3 | 2 | 0 | 1 | 9  | 8  | +1  | 6 |
| Irák        | 3 | 1 | 0 | 2 | 8  | 6  | +2  | 3 |
| Portugalsko | 3 | 0 | 0 | 3 | 0  | 15 | −15 | 0 |

| 1. října 2019 9:30                          |       |                              |                        |
| Guatemala                                   | 3 : 1 | Irák                         | Perth Minifoot Stadium |
| Roberto Morales 22', 39' Michael Mendez 42' |       | Karrar Muhsin Al Bunajim 47' | Perth Minifoot Stadium |

| 1. října 2019 14:00                            |                                           |                                       |                        |
| Portugalsko                                    | 2 : 2 (Výsledek zrušen) 0 : 5 (Kontumace) | Ghana                                 | Perth Minifoot Stadium |
| Luccas Araujo de Mello 3' Alessandro Basto 39' |                                           | Brian Koech 23' Abdul Razak Amadu 25' | Perth Minifoot Stadium |

| 3. října 2019 10:00 |       | |                        |
| Guatemala           | 1 : 7 | Ghana | Perth Minifoot Stadium |
| Michael Mendez 32'  |       | Joshua Tumeo 5', 39' Nicholas Anane 6', 26' Emmanuel Kankpeyeng 15' Mordecai Appiah 27' Michael Mendez 31' (vl.) | Perth Minifoot Stadium |

| 3. října 2019 16:00                                                                     |                                           |                                                 |                        |
| Portugalsko                                                                             | 4 : 2 (Výsledek zrušen) 0 : 5 (Kontumace) | Irák                                            | Perth Minifoot Stadium |
| Luccas Araujo de Mello 7' Miguel De Oliveira 10' Brandon De Abreu 13' Jesse Lazzaro 17' |                                           | Mahdi Rabei 34' Basheer Abdel Hakim Mohamad 50' | Perth Minifoot Stadium |

| 5. října 2019 10:00 |                                           |           |                        |
| Portugalsko         | 1 : 0 (Výsledek zrušen) 0 : 5 (Kontumace) | Guatemala | Perth Minifoot Stadium |
| Jesse Lazzaro 12'   |                                           |           | Perth Minifoot Stadium |

| 5. října 2019 14:30                          |       |                                                                           |                        |
| Irák                                         | 2 : 3 | Ghana                                                                     | Perth Minifoot Stadium |
| Karar Saad Al-Asadi 16' Hassan Elyassiri 26' |       | Emmanuel Kankpeyeng 35' Karar Saad Al-Asadi 37' (vl.) Mordecai Appiah 38' | Perth Minifoot Stadium |

V týmu Portugalska hrál hráč s profesionální smlouvou ve velkém fotbalu, což pravidla neumožňují. Proto byly všechny zápasy Portugalska kontumovány 0:5 ve prospěch soupeře.

#### Skupina E
| Tým       | Z | V | R | P | VG | IG | +/− | B |
| --------- | - | - | - | - | -- | -- | --- | - |
| Mexiko    | 3 | 3 | 0 | 0 | 26 | 2  | +24 | 9 |
| Moldavsko | 3 | 2 | 0 | 1 | 14 | 5  | +9  | 6 |
| Švýcarsko | 3 | 1 | 0 | 2 | 7  | 23 | −16 | 3 |
| Somálsko  | 3 | 0 | 0 | 3 | 4  | 21 | −17 | 0 |

| 2. října 2019 13:00                                             |       |           |                        |
| Mexiko                                                          | 4 : 0 | Moldavsko | Perth Minifoot Stadium |
| Hiram Ruiz 15' Moises Gonzalez 22', 38' Edgar Gonzalez Diaz 36' |       |           | Perth Minifoot Stadium |

| 2. října 2019 14:30                                                                                    |       |                                          |                        |
| Švýcarsko                                                                                              | 6 : 2 | Somálsko                                 | Perth Minifoot Stadium |
| Sebastian Bernhard 5' Luca Schmiedgen 6' Felim Rugel 25', 37' Remo Capitani 35' Patrick Guggisberg 50' |       | Abdullahi Osman 8' Luqman Abdirahman 24' | Perth Minifoot Stadium |

| 4. října 2019 11:30   |        | |                        |
| Švýcarsko             | 1 : 10 | Moldavsko | Perth Minifoot Stadium |
| Arturo Schmiedgen 20' |        | Leonid Podlesnov 8', 16', 37', 44' Victor Negara 12' Alexandru Popovici 39' Serghei Nudnîi 40', 47' Stanislav Luca 44' Victor Iordachi 46' | Perth Minifoot Stadium |

| 4. října 2019 14:30 |        |                         |                        |
| Mexiko | 11 : 2 | Somálsko                | Perth Minifoot Stadium |
| Luis Ortega 1', 15' Edgar Gonzalez Diaz 5' Daniel Villela 15' Christian Gutierrez 16' Moises Gonzalez 20', 21', 27' Cesar Alejandro Cerda Herrera 23', 34' Hiram Ruiz 40' |        | 12' Abdullahi Osman 39' | Perth Minifoot Stadium |

| 6. října 2019 13:00 |        |           |                        |
| Mexiko | 11 : 0 | Švýcarsko | Perth Minifoot Stadium |
| Miguel Vaca Nuñez 11', 41' Daniel Villela 12' Luis Ortega 17', 33' Ismael Rojo Martinez 19' Hiram Ruiz 21' Brandon Escoto 24' Moises Gonzalez 36' Cesar Alejandro Cerda Herrera 48' Carlos Hernandez Martinez 50' |        |           | Perth Minifoot Stadium |

| 6. října 2019 17:30 |       |                                                                                |                        |
| Somálsko            | 0 : 4 | Moldavsko                                                                      | Perth Minifoot Stadium |
|                     |       | Alexandru Popovici 6' Oleg Sischin 18' Ruslan Istrati 22' Leonid Podlesnov 32' | Perth Minifoot Stadium |

#### Skupina F
| Tým       | Z | V | R | P | VG | IG | +/− | B |
| --------- | - | - | - | - | -- | -- | --- | - |
| Slovensko | 3 | 2 | 1 | 0 | 11 | 1  | +10 | 7 |
| Tunisko   | 3 | 1 | 2 | 0 | 9  | 1  | +8  | 5 |
| Japonsko  | 3 | 0 | 2 | 1 | 6  | 12 | −6  | 2 |
| Kostarika | 3 | 0 | 1 | 2 | 6  | 18 | −12 | 1 |

| 2. října 2019 11:30                                                                                               |       |           |                        |
| Tunisko | 8 : 0 | Kostarika | Perth Minifoot Stadium |
| Chbil Tayeb 5' Ben Taleb Mohamed Ali 6', 8' Omar Nasri 27', 34' Karim Mrad 28' Skander Loumi 41' Riahi Makram 46' |       |           | Perth Minifoot Stadium |

| 2. října 2019 20:30                                                                       |       |          |                        |
| Slovensko                                                                                 | 6 : 0 | Japonsko | Perth Minifoot Stadium |
| Jaroslav Repa 8' Pavol Gere 11' Martin Ďuráči 12' Adrián Hricov 15' Rudolf Beliš 43', 45' |       |          | Perth Minifoot Stadium |

| 4. října 2019 16:00 |       |          |                        |
| Tunisko             | 0 : 0 | Japonsko | Perth Minifoot Stadium |
|                     |       |          | Perth Minifoot Stadium |

| 6. října 2019 10:00                                                        |       |                                                                          |                        |
| Japonsko                                                                   | 6 : 6 | Kostarika                                                                | Perth Minifoot Stadium |
| Iki Kobayashi 8' Jason Bermudez 22' (vl.) Keisuke Muroi 26', 47', 48', 50' |       | Carlos Hernandez 17', 26', 27' Alejandro Carrillo 31' Luis Ruiz 33', 41' | Perth Minifoot Stadium |

| 6. října 2019 20:30   |       |                  |                        |
| Tunisko               | 1 : 1 | Slovensko        | Perth Minifoot Stadium |
| Filip Deket 41' (vl.) |       | Martin Ďuráči 8' | Perth Minifoot Stadium |

| 7. října 2019 20:30                                                |       |           |                        |
| Slovensko                                                          | 4 : 0 | Kostarika | Perth Minifoot Stadium |
| Jaroslav Repa 10' Pavol Gere 18' Rudolf Beliš 24' Ján Andrejko 34' |       |           | Perth Minifoot Stadium |

#### Skupina G
| Tým      | Z | V | R | P | VG | IG | +/− | B |
| -------- | - | - | - | - | -- | -- | --- | - |
| Česko    | 3 | 3 | 0 | 0 | 28 | 2  | +26 | 9 |
| Srbsko   | 3 | 2 | 0 | 1 | 11 | 4  | +7  | 6 |
| Chile    | 3 | 1 | 0 | 2 | 6  | 11 | −5  | 3 |
| Singapur | 3 | 0 | 0 | 3 | 1  | 29 | −28 | 0 |

| 2. října 2019 17:30 |       |                                                       |                        |
| Chile               | 0 : 3 | Srbsko                                                | Perth Minifoot Stadium |
|                     |       | Ivan Štokić 11' Milan Čičić 47' Veselin Guberinić 50' | Perth Minifoot Stadium |

| 2. října 2019 19:00 |        |          |                        |
| Česko | 17 : 0 | Singapur | Perth Minifoot Stadium |
| Patrik Levčík 2' Jan Koudelka 5', 43' Ondřej Paděra 11', 16', 26', 33' Richard Svoboda 13', 19' Tomáš Jelínek 25', 29' David Pozníček 35' Bohumír Doubravský 40', 45' Pavel Šultes 41', 49' Stanislav Mařík 49' |        |          | Perth Minifoot Stadium |

| 4. října 2019 13:00                                                              |       |                           |                        |
| Chile                                                                            | 6 : 1 | Singapur                  | Perth Minifoot Stadium |
| Andres Rivera 7', 16', 41' David Araya 10' Laurence Shuruma 28' Asher Nelson 32' |       | Mathew Shiva Sinivasan 3' | Perth Minifoot Stadium |

| 6. října 2019 16:00                                                                       |       |          |                        |
| Srbsko                                                                                    | 6 : 0 | Singapur | Perth Minifoot Stadium |
| Veselin Guberinić 12' Čedomir Tomčić 19', 31' Nemanja Crnoglavac 33' Ivan Štokić 45', 49' |       |          | Perth Minifoot Stadium |

| 6. října 2019 19:00 |       |       |                        |
| Česko | 7 : 0 | Chile | Perth Minifoot Stadium |
| Jan Koudelka 7' Ondřej Paděra 13' Stanislav Mařík 14' David Pozníček 36' David Presl 43' Patrik Levčík 44' Richard Svoboda 45' |       |       | Perth Minifoot Stadium |

| 7. října 2019 19:00                                            |       |                                    |                        |
| Česko                                                          | 4 : 2 | Srbsko                             | Perth Minifoot Stadium |
| Ondřej Paděra 6', 27' Jan Koudelka 44' (pen.) Pavel Šultes 46' |       | Lazar Letić 24' Čedomir Tomčić 27' | Perth Minifoot Stadium |

#### Skupina H
| Tým                   | Z | V | R | P | VG | IG | +/− | B |
| --------------------- | - | - | - | - | -- | -- | --- | - |
| Brazílie              | 3 | 3 | 0 | 0 | 19 | 3  | +16 | 9 |
| USA                   | 3 | 2 | 0 | 1 | 11 | 3  | +8  | 6 |
| Jihoafrická republika | 3 | 1 | 0 | 2 | 6  | 12 | −6  | 3 |
| Argentina             | 3 | 0 | 0 | 3 | 3  | 21 | −18 | 0 |

| 2. října 2019 10:00 |       |           |                        |
| USA | 8 : 0 | Argentina | Perth Minifoot Stadium |
| Israel Sesay 10' Taylor Bond 17' Slavisa Ubiparipovic 18', 47' Jermaine Jones 22' Kraig Chiles 28' Gordy Gurson 32' VcMor Eligwe 49' |       |           | Perth Minifoot Stadium |

| 2. října 2019 16:00 |       |                                           |                        |
| Brazílie | 7 : 2 | Jihoafrická republika                     | Perth Minifoot Stadium |
| Leonardo Cardoso 14', 24' Rafael Sixel 22', 46' Ricardo Gomes dos Santos de Carvalho 29' Henrique Wruck Garcia Rocha 36' Luan Silva 42' |       | Rafique Hassim 4' Andre Alem Da Silva 40' | Perth Minifoot Stadium |

| 4. října 2019 10:00                    |       |                       |                        |
| USA                                    | 3 : 1 | Jihoafrická republika | Perth Minifoot Stadium |
| Franck Tayou 12', 29' Brian Farber 43' |       | Jason Pottier 48'     | Perth Minifoot Stadium |

| 6. října 2019 11:30                  |       |     |                        |
| Brazílie                             | 2 : 0 | USA | Perth Minifoot Stadium |
| Rafael Sixel 1' Leonardo Cardoso 46' |       |     | Perth Minifoot Stadium |

| 6. října 2019 14:30                                  |       |                                                |                        |
| Argentina                                            | 2 : 3 | Jihoafrická republika                          | Perth Minifoot Stadium |
| Lucas Agustín Farhat 29' Jorge Sebastián Berkhan 40' |       | Kyle Jordaan 8' Rafique Hassim 17' (pen.), 47' | Perth Minifoot Stadium |

| 7. října 2019 17:30 |        |                          |                        |
| Brazílie | 10 : 1 | Argentina                | Perth Minifoot Stadium |
| Luan Silva 5' Yuri Oliveira 8', 37', 37' Pablo Da Silva 15' Rafael Sixel 25' Renan Dias Manini 35' Gustavo Elia 39', 50' Henrique Wruck Garcia Rocha 49' |        | Lucas Agustín Farhat 36' | Perth Minifoot Stadium |

## Vyřazovací fáze

#### Pavouk
|  | Osmifinále              | Osmifinále              |                          |       | Čtvrtfinále     | Čtvrtfinále   |                          |                          | Semifinále | Semifinále |  |  | Finále | Finále |
|  |                         |                         |                          |       |                 |               |                          |                          |            |            |  |  |        |        |
|  | 8. října, 17:30 – Perth |                         |                          |       |                 |               |                          |                          |            |            |  |  |        |        |
|  |                         |                         |                          |       |                 |               |                          |                          |            |            |  |  |        |        |
|  | Austrálie               | 2                       |                          |       |                 |               |                          |                          |            |            |  |  |        |        |
|  | Austrálie               | 2                       | 9. října, 19:00 – Perth  |       |                 |               |                          |                          |            |            |  |  |        |        |
|  | Saúdská Arábie          | 1                       |                          |       |                 |               |                          |                          |            |            |  |  |        |        |
|  | Saúdská Arábie          | 1                       | Austrálie                | 0     |                 |               |                          |                          |            |            |  |  |        |        |
|  | 8. října, 11:30 – Perth |                         | Austrálie                | 0     |                 |               |                          |                          |            |            |  |  |        |        |
|  |                         | Rumunsko                | 6                        |       |                 |               |                          |                          |            |            |  |  |        |        |
|  | Rumunsko                | Rumunsko                | 6                        | 10    |                 |               |                          |                          |            |            |  |  |        |        |
|  | Rumunsko                |                         | 10. října, 19:00 – Perth | 10    |                 |               |                          |                          |            |            |  |  |        |        |
|  | Guatemala               | 0                       |                          |       |                 |               |                          |                          |            |            |  |  |        |        |
|  | Guatemala               | 0                       | Rumunsko                 | 1     |                 |               |                          |                          |            |            |  |  |        |        |
|  | 8. října, 16:00 – Perth |                         | Rumunsko                 | 1     |                 |               |                          |                          |            |            |  |  |        |        |
|  |                         | Mexiko (prod.)          | 2                        |       |                 |               |                          |                          |            |            |  |  |        |        |
|  | Mexiko                  | Mexiko (prod.)          | 2                        | 7     |                 |               |                          |                          |            |            |  |  |        |        |
|  | Mexiko                  | 9. října, 20:30 – Perth |                          | 7     |                 |               |                          |                          |            |            |  |  |        |        |
|  | Tunisko                 | 0                       |                          |       |                 |               |                          |                          |            |            |  |  |        |        |
|  | Tunisko                 | 0                       | Mexiko                   | 2     |                 |               |                          |                          |            |            |  |  |        |        |
|  | 8. října, 20:30 – Perth |                         | Mexiko                   | 2     |                 |               |                          |                          |            |            |  |  |        |        |
|  |                         | Česko                   | 1                        |       |                 |               |                          |                          |            |            |  |  |        |        |
|  | Česko                   | Česko                   | 1                        | 5     |                 |               |                          |                          |            |            |  |  |        |        |
|  | Česko                   |                         | 11. října, 19:00 – Perth | 5     |                 |               |                          |                          |            |            |  |  |        |        |
|  | USA                     | 4                       |                          |       |                 |               |                          |                          |            |            |  |  |        |        |
|  | USA                     | 4                       | Mexiko                   | 4     |                 |               |                          |                          |            |            |  |  |        |        |
|  | 8. října, 13:00 – Perth |                         | Mexiko                   | 4     |                 |               |                          |                          |            |            |  |  |        |        |
|  |                         | Brazílie                | 0                        |       |                 |               |                          |                          |            |            |  |  |        |        |
|  | Maďarsko                | Brazílie                | 0                        | 22    |                 |               |                          |                          |            |            |  |  |        |        |
|  | Maďarsko                | 9. října, 16:00 – Perth |                          | 22    |                 |               |                          |                          |            |            |  |  |        |        |
|  | Kolumbie                | 0                       |                          |       |                 |               |                          |                          |            |            |  |  |        |        |
|  | Kolumbie                | 0                       | Maďarsko                 | 3     |                 |               |                          |                          |            |            |  |  |        |        |
|  | 8. října, 10:00 – Perth |                         | Maďarsko                 | 3     |                 |               |                          |                          |            |            |  |  |        |        |
|  |                         | Ukrajina                | 0                        |       |                 |               |                          |                          |            |            |  |  |        |        |
|  | Ghana                   | Ukrajina                | 0                        | 0     |                 |               |                          |                          |            |            |  |  |        |        |
|  | Ghana                   |                         | 10. října, 17:00 – Perth | 0     |                 |               |                          |                          |            |            |  |  |        |        |
|  | Ukrajina                | 8                       |                          |       |                 |               |                          |                          |            |            |  |  |        |        |
|  | Ukrajina                | 8                       | Maďarsko                 | 1     |                 |               |                          |                          |            |            |  |  |        |        |
|  | 8. října, 19:00 – Perth |                         | Maďarsko                 | 1     |                 |               |                          |                          |            |            |  |  |        |        |
|  |                         | Brazílie                | 2                        |       | O třetí místo   | O třetí místo |                          |                          |            |            |  |  |        |        |
|  | Slovensko (pen.)        | Brazílie                | 2                        | 3 (4) | O třetí místo   | O třetí místo |                          |                          |            |            |  |  |        |        |
|  | Slovensko (pen.)        | 9. října, 17:30 – Perth | 9. října, 17:30 – Perth  | 3 (4) |                 |               | 11. října, 17:00 – Perth | 11. října, 17:00 – Perth |            |            |  |  |        |        |
|  | Moldavsko               | 9. října, 17:30 – Perth | 9. října, 17:30 – Perth  | 3 (3) |                 |               | 11. října, 17:00 – Perth | 11. října, 17:00 – Perth |            |            |  |  |        |        |
|  | Moldavsko               | Slovensko               | 1                        | 3 (3) | Rumunsko (pen.) | 0 (3)         |                          |                          |            |            |  |  |        |        |
|  | 8. října, 14:30 – Perth | Slovensko               | 1                        |       | Rumunsko (pen.) | 0 (3)         |                          |                          |            |            |  |  |        |        |
|  |                         | Brazílie                | 2                        |       | Maďarsko        | 0 (1)         |                          |                          |            |            |  |  |        |        |
|  | Brazílie                | Brazílie                | 2                        | 3     | Maďarsko        | 0 (1)         |                          |                          |            |            |  |  |        |        |
|  | Brazílie                |                         |                          | 3     |                 |               |                          |                          |            |            |  |  |        |        |
|  | Srbsko                  | 2                       |                          |       |                 |               |                          |                          |            |            |  |  |        |        |
|  | Srbsko                  | 2                       |                          |       |                 |               |                          |                          |            |            |  |  |        |        |

#### Osmifinále
| 8. října 2019 10:00 |       | |                        |
| Ghana               | 0 : 8 | Ukrajina | Perth Minifoot Stadium |
|                     |       | Viktor Tsoi 3' Vitalii Kharchenko 4', 46' Yevhen Andrienko 6' Andrii Khomyn 7', 24', 45' Yevhenii Zaiets 35' | Perth Minifoot Stadium |

| 8. října 2019 11:30 |        |           |                        |
| Rumunsko | 10 : 0 | Guatemala | Perth Minifoot Stadium |
| Razvan Alexandru Plopeanu 3' Toma Vincene 7', 31' Mircea Ciprian Ungur 9' Lester Giovani González Castro 13' (vl.) Sebastian Petrisor Vasile 22' Stelian Stancu 25' (pen.) Andrei Cosmin Balea 26' Luis Rosales 38' (vl.) Laszlo Klein 47' |        |           | Perth Minifoot Stadium |

| 8. října 2019 13:00 |        |          |                        |
| Maďarsko | 22 : 0 | Kolumbie | Perth Minifoot Stadium |
| Tamas Seregy 4', 13', 14' Miklos Barabas 10', 11', 17', 22', 23' 24', 28' Mark Egeto 23' Attila Fritz 27', 46' Istvan Marko Sos 28', 48' David Ladanyi 29', 37', 44' Mate Janos Suscsak 31', 32', 41' Viktor Tornyai 45' |        |          | Perth Minifoot Stadium |

| 8. října 2019 14:30                                                      |       |                                            |                        |
| Brazílie                                                                 | 3 : 2 | Srbsko                                     | Perth Minifoot Stadium |
| Rafael Sixel 17' Luan Silva 34' Ricardo Gomes dos Santos de Carvalho 38' |       | Nebojša Desnica 12' Rafael Sixel 32' (vl.) | Perth Minifoot Stadium |

| 8. října 2019 16:00 |       |         |                        |
| Mexiko | 7 : 0 | Tunisko | Perth Minifoot Stadium |
| Miguel Vaca Nuñez 9' Brandon Escoto 15' Carlos Hernandez Martinez 17', 46' Edgar Gonzalez Diaz 35' Hiram Ruiz 37' Christian Gutierrez 47' |       |         | Perth Minifoot Stadium |

| 8. října 2019 17:30 |       |                 |                        |
| Austrálie           | 2 : 1 | Saúdská Arábie  | Perth Minifoot Stadium |
| Chris Payne 3', 26' |       | Naif Alanazi 2' | Perth Minifoot Stadium |

| 8. října 2019 19:00                                  |       |                                                        |                        |
| Slovensko                                            | 3 : 3 | Moldavsko                                              | Perth Minifoot Stadium |
| Jaroslav Repa 13' Martin Ďuráči 33' Tomáš Mikluš 37' |       | Stanislav Luca 25' Oleg Sischin 40' Denis Rassulov 49' | Perth Minifoot Stadium |

|                                                                 |       | Penaltový rozstřel                                                          |  |
| Dušan Dzíbela Filip Deket Ivan Buchel Juraj Kuhajdík Pavol Gere | 4 : 3 | Stanislav Luca Ghenadie Orbu Serghei Nudnîi Victor Iordachi Sergiu Munteanu |  |

| 8. října 2019 20:30                                                                     |       |                                                        |                        |
| Česko                                                                                   | 5 : 4 | USA                                                    | Perth Minifoot Stadium |
| Jan Koudelka 25' (pen.) Tomáš Jelínek 27' Ondřej Paděra 28', 32' Bohumír Doubravský 31' |       | Franck Tayou 6' Kraig Chiles 25' Brian Farber 13', 37' | Perth Minifoot Stadium |

#### Čtvrtfinále
| 9. října 2019 16:00                                   |       |          |                        |
| Maďarsko                                              | 3 : 0 | Ukrajina | Perth Minifoot Stadium |
| Tamas Seregy 7' Richard Gregus 38' Gergely Kovacs 51' |       |          | Perth Minifoot Stadium |

| 9. října 2019 17:30 |       |                                                         |                        |
| Slovensko           | 1 : 2 | Brazílie                                                | Perth Minifoot Stadium |
| Adrián Hricov 35'   |       | Luan Silva 15' Ricardo Gomes dos Santos de Carvalho 26' | Perth Minifoot Stadium |

| 9. října 2019 19:00 |       | |                        |
| Austrálie           | 0 : 6 | Rumunsko | Perth Minifoot Stadium |
|                     |       | Stelian Stancu 4' Mircea Ciprian Ungur 9', 33' Toma Vincene 12' Sebastian Petrisor Vasile 20' Dragan Robert Paulevici 29' | Perth Minifoot Stadium |

| 9. října 2019 20:30                       |       |                   |                        |
| Mexiko                                    | 2 : 1 | Česko             | Perth Minifoot Stadium |
| Moises Gonzalez 20' Miguel Vaca Nuñez 47' |       | Ondřej Paděra 34' | Perth Minifoot Stadium |

#### Semifinále
| 10. října 2019 17:00 |       |                                                                   |                        |
| Maďarsko             | 1 : 2 | Brazílie                                                          | Perth Minifoot Stadium |
| Miklos Barabas 9'    |       | Ricardo Gomes dos Santos de Carvalho 28' Viktor Tornyai 35' (vl.) | Perth Minifoot Stadium |

| 10. října 2019 19:00     |               |                                               |                        |
| Rumunsko                 | 1 : 2 (prod.) | Mexiko                                        | Perth Minifoot Stadium |
| Mircea Ciprian Ungur 41' |               | Edgar Gonzalez Diaz 28' Miguel Vaca Nuñez 56' | Perth Minifoot Stadium |

#### O 3. místo
| 11. října 2019 17:00 |       |          |                        |
| Rumunsko             | 0 : 0 | Maďarsko | Perth Minifoot Stadium |
|                      |       |          | Perth Minifoot Stadium |

|                                                                   |       | Penaltový rozstřel            |  |
| Mircea Ciprian Ungur Razvan-Alexandru Plopeanu Ionut Traian Alecu | 3 : 1 | Attila Fritz Istvan Marko Sos |  |

#### Finále
| 11. října 2019 19:00                                            |       |          |                        |
| Mexiko                                                          | 4 : 0 | Brazílie | Perth Minifoot Stadium |
| Moises Gonzalez 10' Christian Gutierrez 47' Hiram Ruiz 50', 53' |       |          | Perth Minifoot Stadium |